# Код мале сирене
„Код мале сирене” је југословенска телевизијска серија снимљена 1999. године у продукцији Телевизије Београд.

## Улоге
| Глумац                  | Улога |
| ----------------------- | ----- |
| Никола Ђуричко          |       |
| Владан Гајовић          |       |
| Бојана Маљевић          |       |
| Слободан Бода Нинковић  |       |
| Михајло Бата Паскаљевић |       |
| Јелисавета Сека Саблић  |       |
| Бранка Шелић            |       |
| Јелица Сретеновић       |       |
| Горан Султановић        |       |
| Власта Велисављевић     |       |

Комплетна ТВ екипа  ▼
| Редитељ              | Здравко Шотра    |
| Сценариста           | Владимир Алексић |
| Сценариста           | Здравко Шотра    |
| Сценариста           | Војислав Жанетић |
| Композитор           | Александар Милић |
| Директор фотографије | Душко Филиповић  |